# Chilades podorina
Chilades podorina är en fjärilsart som beskrevs av Paul Mabille 1890. Chilades podorina ingår i släktet Chilades och familjen juvelvingar. Inga underarter finns listade i Catalogue of Life.